# عش الخلايا الجذعية المكونة للدم

نظرة عامة على تكون الدم

تنشأ العديد من خلايا الدم البشرية، مثل خلايا الدم الحمراء (كريات الدم الحمراء)، والخلايا المناعية، وحتى الصفائح الدموية من نفس الخلية السلفية، الخلية الجذعية المكونة للدم (HSC). نظرًا لأن هذه الخلايا قصيرة العمر، يجب أن يكون هناك دوران ثابت لخلايا الدم الجديدة والحفاظ على عش الخلايا الجذعية المكونة للدم. وهذا ما يسمى على نطاق واسع تكون الدم. يتطلب هذا الحدث بيئة خاصة، يطلق عليها عش الخلايا الجذعية المكونة للدم، والذي بوفر الحماية والإشارات اللازمة لتنفيذ تمايز الخلايا عن أسلاف الخلايا الجذعية المكونة للدم. ينتقل هذا الموضع من الكيس المحي في النهاية إلى النخاع العظمي للثدييات. يمكن أن تنشأ العديد من الحالات المرضية من الاضطرابات في هذه البيئة المتخصصة، ما يبرز أهميتها في الحفاظ على تكون الدم.

## عملية تصنيع كريات الدم
يتضمن تكوين الدم سلسلة من خطوات التمايز من خلية سلفية واحدة إلى نوع خلية أكثر تخصصَا، وتشكيل الشجرة التي يمكن التعرف عليها في الرسم التخطيطي المجاور. التجديد الذاتي طويل الأجل (LT) - HSCs للحفاظ على عش الخلايا الجذعية المكونة للدم، وكذلك التمايز إلى الخلايا الجذعية المكونة للدم على المدى القصير (ST). من خلال نماذج التعطيل الحيوانية المختلفة، عثر على العديد من عوامل النسخ الضرورية في هذا التمايز، مثل RUNX1 وTAL1 (المعروف أيضًا باسم SCL).
يمكن أن تنقسم ST-HSCs إما إلى سلف النخاع الشائع (CMP) أو السلف اللمفاوي الشائع (CLP). ثم يمضي السلف اللمفاوي الشائع في التمايز إلى خلايا سليفة لمفاوية أكثر تخصصًا. يمكن لسلف النخاع الشائع بعد ذلك التمايز بشكل أكبر إلى الخلية السلف لخلايا الدم الحمراء الضخمة (MEP)، والتي تستمر في تكوين كرات الدم الحمراء والصفائح الدموية، أو سلف الخلايا المحببة / البلاعم (GMP)، ما يؤدي إلى ظهور الخلايا الحبيبية للاستجابة المناعية الفطرية. عثر على تمايز خلايا الدم الحمراء الضخمة ليكون متوقفًا على عامل النسخ GATA1، بينما يحتاج تمايز الخلايا المحببة إلى SPI1. عندما منع استخدام عن أي منهما بواسطة المورفولينو في سمك الزرد، نتج عن مسار برمجة النسب الآخر.
هناك نوعان من تكون الدم يحدثان عند البشر:
1. تكون الدم البدائي - تتمايز خلايا الدم الجذعية إلى عدد قليل من سلالات الدم المتخصصة (عادة ما تكون معزولة عن نمو الجنين المبكر).
2. تكون الدم النهائي - تظهر الخلايا الجذعية المكونة للدم متعددة القدرات (تحدث خلال غالبية عمر الإنسان).